# یواس‌سی‌جی‌سی ایروکوا (دبلیواچ‌ئی‌سی-۴۳)
یواس‌سی‌جی‌سی ایروکوا (دبلیواچ‌ئی‌سی-۴۳) (به انگلیسی: USCGC Iroquois (WHEC-43)) یک کشتی بود که طول آن ۲۵۴ فوت (۷۷ متر) بود.